# Terrapene carolina triunguis
Terrapene carolina triunguis (tortuga de caixa de tres dits) és una subespècie de Terrapene carolina del gènere Terrapene. Aquesta subespècie és nativa de la part sud-central dels Estats Units i és la tortuga oficial de l'estat de Missouri.

## Descripció
La tortuga de caixa de tres dits es diu així a causa del nombre de dits en les potes del darrere, però també poden haver exemplars de 4 dits, no obstant això, els individus de 4 dits són en realitat híbrids amb les tortugues de caixa de l'est (Terrapene carolina carolina). Aquesta subespècie té una closca bombada, la longitud de la closca d'aquesta subespècie és de 7 polzades. La major part de la seva closca és més posteriorment posicionada que en les altres subespècies. La coloració del dors i de les extremitats és generalment completament absent, encara que algunes taques fosques són comunes en les tortugues adultes. Aquestes àrees són, amb més freqüència, d'un uniforme verd oliva o de color torrat. De vegades, d'un feble groc amb punts o línies visibles al centre de cada gran escut. Des de l'oest cap a l'est de la seva distribució, la tortuga de caixa de tres dits es pot trobar des de l'est de Texas fins a l'extrem nord de Florida. El seu hàbitat al nord es troba a Missouri i a Kansas, mentre que al sud es troba a Louisiana.

## Alimentació
Aquestes tortugues són omnívores, la seva dieta varia amb la disponibilitat de fonts d'aliments i amb les estacions. Se sap que mengen cucs, insectes, cargols, llimacs, maduixes, fongs i vegetals de fulles verdes. S'han observat menjant els ous de la guatlla. Cal assenyalar, però, que totes les tortugues de caixa prefereixen aliments vius abans que la vegetació. També s'ha especulat que aquestes tortugues mengen fongs verinosos i que no els afecten les toxines dels bolets verinosos. Es creu que això provoca que elles mateixes es tornin verinoses, aquesta és la raó per la qual un grup de nens a Mississipi va emmalaltir després de menjar rostit de tortugues de caixa de tres dits. Com a mascotes poden menjar cucs, blat de moro, meló, grills, cucs, tomàquets, ous cuits, fruita, i fins i tot menjar humit per a gossos. Poden ser tímides a l'hora d'observar-les mentre mengen.

## Comportament
Les tortugues de caixa de tres dits migren estacionalment per tal de mantenir la humitat que necessiten. A Arkansas s'han observat en les praderies a la primavera, mentre que a principis de primavera, estiu i tardor es troben en zones boscoses. Durant l'època seca excaven caus poc profunds en la fullaraca per conservar la humitat. Quan l'aigua està disponible aquestes tortugues entren en remull durant llargs períodes com qualsevol de les altres subespècies.

## Manteniment en captivitat
Les tortugues de caixa de tres dits requereixen una cura semblant a la de totes les tortugues de caixa de l'est (Terrapene carolina), estant millor en grans recintes a l'aire lliure. Aquests recintes han de tenir suficient espai per permetre que la tortuga entri en el cau, però també han de ser protegits per evitar que s'escapi del recinte. A l'interior s'han de mantenir en un recinte de fusta, com a mínim de 30 galons d'una tortuga única. No mantenir cap mena de tortuga terrestre en un aquari, ja que les tortugues no entenen el concepte de vidre i poden estar molt estressades si no veuen una barrera visual. El recinte ha de tenir una zona d'alta temperatura amb una bombeta de calor al voltant dels 85 °F i una part de menor temperatura a 70 °F. El recinte també ha de contenir un amagatall per a la tortuga, així com una àrea on pugui gaudir. Torba de molsa amb una humitat al voltant del 80% (humit però no mullat) és el preferit per a aquestes tortugues de caixa. També trossos d'escorça i altres materials com la fusta. Materials del desert, com grava o sorra serien massa secs i difícils per furgar, i les petites rascades són susceptibles a les infeccions. Molts propietaris simplement ruixen la superfície de la caixa a l'inici de la jornada per tal d'humitejar el material i per augmentar la humitat del recinte.